# Treffen zwischen Napoleon und Metternich

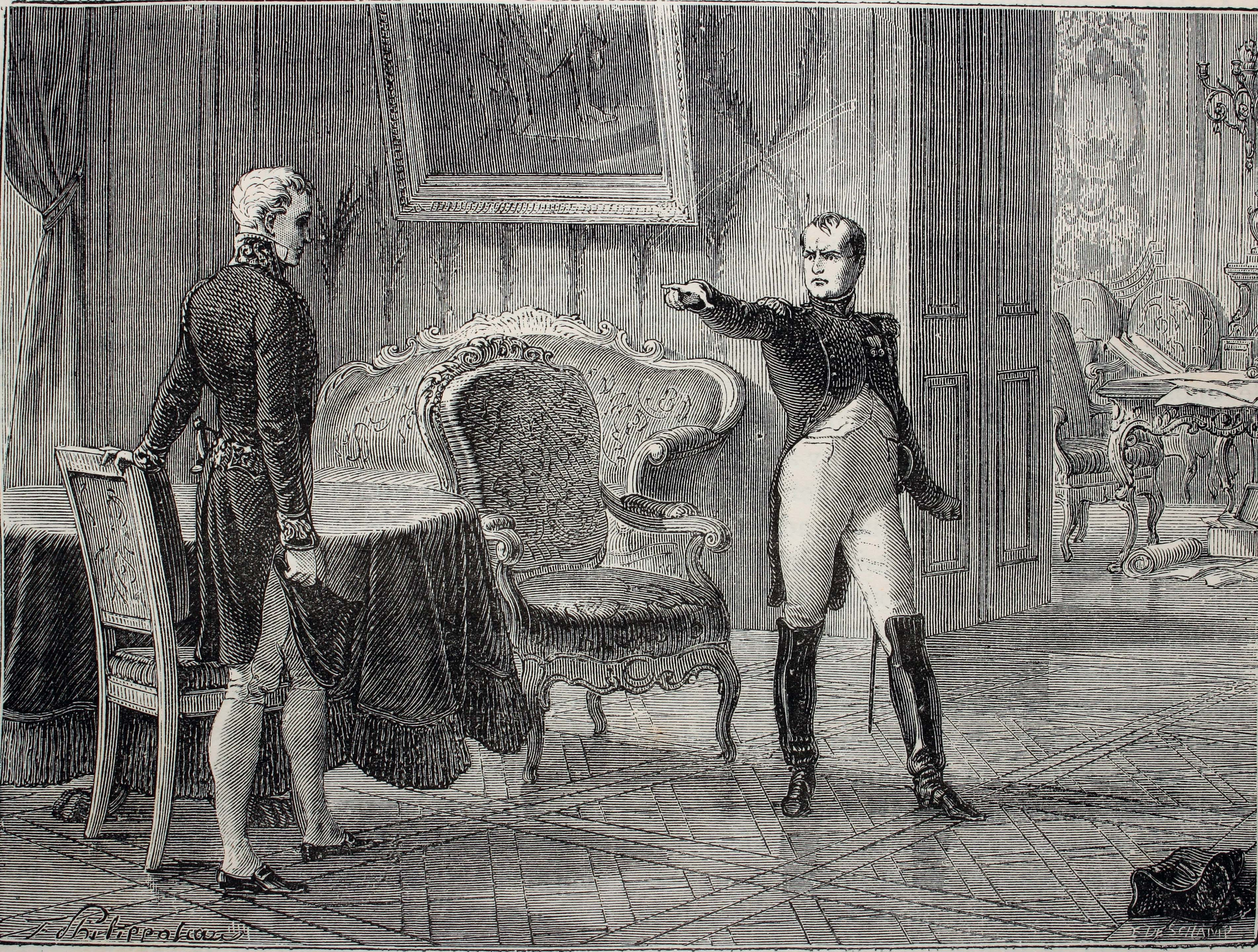
Das Treffen nach Adolphe Thiers: Napoleon wirft den Hut zu Boden und Metternich hebt ihn nicht auf.

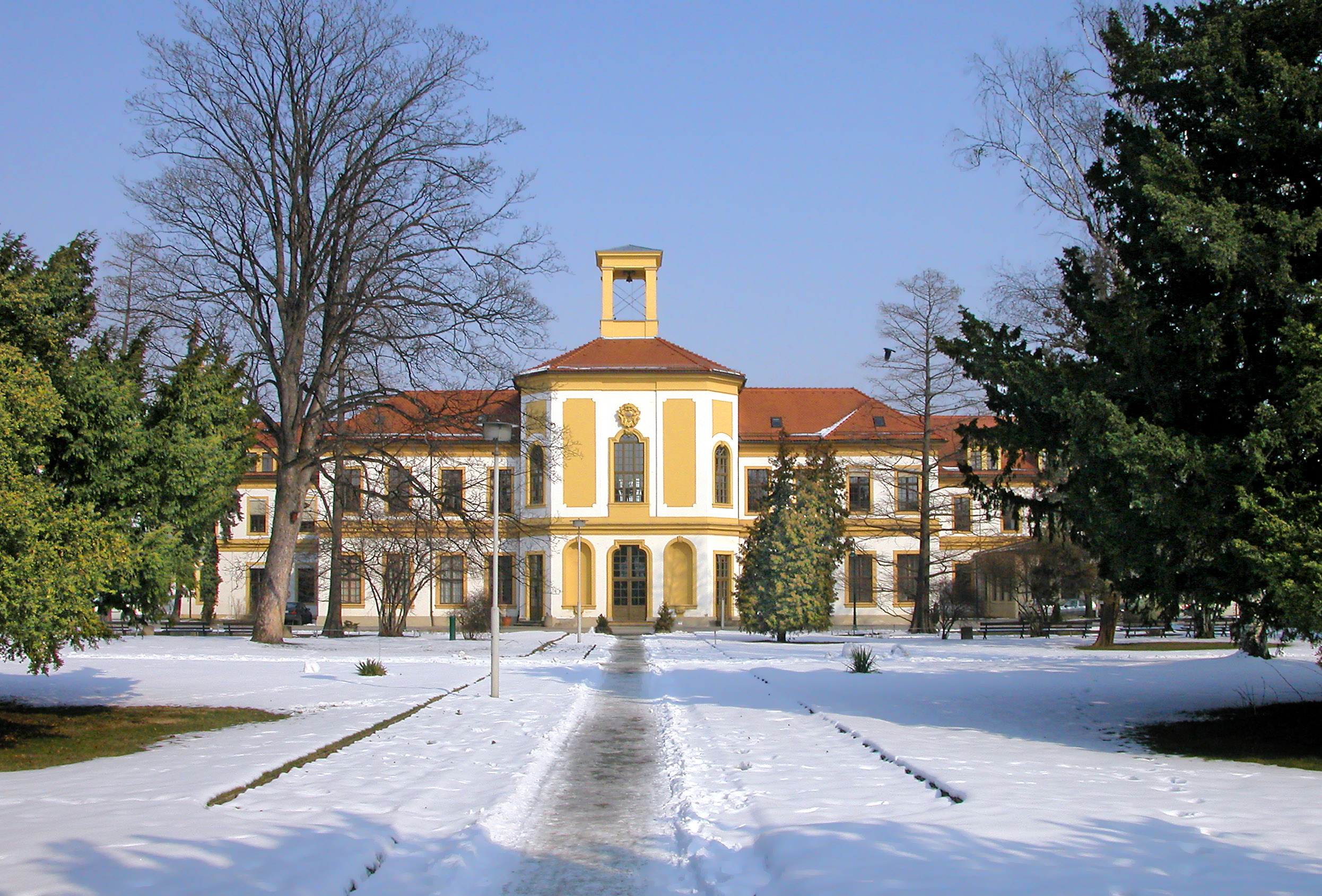
Der Ort des Treffens

Das denkwürdige Treffen zwischen Napoleon und Metternich fand nach dem Waffenstillstand von Pläswitz und während der Reichenbacher Konventionen am 26. Juni 1813 im chinesischen Zimmer des Palais Brühl-Marcolini in Dresden statt. Der Raum, wie auch das pompeanische Zimmer, wo Napoleon nächtigte, haben sich bis heute erhalten.

## Geschichte
Die österreichische Politik, die im Wesentlichen von Metternich bestimmt wurde, hielt sich zu dieser Zeit sowohl die Option der Fortsetzung des Bündnisses mit Napoleon wie auch den Anschluss an die Koalition offen. Metternich betätigte sich als Vermittler zwischen den Alliierten und Napoleon. Einerseits wollte er die französische Hegemonie in Europa beenden, andererseits wollte er diese auch nicht gegen eine russische Hegemonie eintauschen. Am 26. Juni trafen sich nun die beiden Staatsmänner und unterhandelten dort von 11:15 bis 20.30 Uhr. Bei diesem langen Gespräch gab es keine Zeugen; die ungewöhnliche Länge des Gesprächs war nicht geplant gewesen. Es wurden keine Pausen eingelegt und Essen wurde nicht serviert, es wurde nur geredet. Die Darstellungen sowohl von Metternich, der unmittelbar einen Bericht für Kaiser Franz I. abfasste und das Treffen auch in seinen Memoiren behandelt, als auch Napoleons Memoiren, der Armand de Caulaincourt davon erzählte, der ebenfalls einen Bericht abfasste, waren interessenbedingt gefärbt. Napoleon lehnte jegliche Konzessionen ab und seine Gemütszustände waren wechselhaft. In einem Seitenzimmer war ein Kartentisch eingerichtet, wo beide die Lage studieren konnten. Berühmt geworden ist die Szene mit Napoleons Zweispitz, den er, entgegen der Etikette, selbst wieder aufheben musste, nachdem er diesen in äußerster Erregung zu Boden geschleudert hatte. In der Version von Caulaincourt war er lediglich vom Tisch gefallen.

### Teile des Gesprächs
Napoleon: „ .... Sie wollen also den Krieg? ....“

Metternich: „Krieg und Frieden liegen in der Hand Eurer Majestät... Heute können Sie noch Frieden schließen, morgen dürfte es zu spät sein ...“

Napoleon: „... Nimmermehr! Ich werde zu sterben wissen, aber ich trete keine Handbreit Bodens ab. Eure Herrscher, geboren auf dem Throne, können sich zwanzigmal schlagen lassen und doch immer wieder in ihre Residenzen zurückkehren; das kann ich nicht, ich, der Sohn des Glücks! Meine Herrschaft überdauert den Tag nicht, an dem ich aufgehört habe, stark und folglich gefürchtet zu sein ...“

Metternich: „... Das Glück kann Sie ein zweites Mal wie im Jahre 1812 im Stiche lassen. In gewöhnlichen Zeiten bilden die Armeen nur einen kleinen Teil der Bevölkerung; heute ist es das ganze Volk, das Sie unter die Waffen rufen ... Ich habe Ihre Soldaten gesehen, es sind Kinder... Und wenn diese jugendliche Armee, die Sie heute unter die Waffen gerufen haben, dahingerafft sein wird, was dann?“

Napoleon: „... Ich bin im Felde aufgewachsen, und ein Mann wie ich schert sich wenig um das Leben einer Million Menschen ... Die Franzosen können sich nicht über mich beklagen; um sie zu schonen, habe ich die Deutschen und die Polen geopfert. Ich habe in dem Feldzug von Moskau 300.000 Mann verloren; es waren nicht mehr als 30.000 Franzosen darunter.“

Metternich: „Sie vergessen, Sire, dass Sie zu einem Deutschen sprechen!“

Am Ende soll der korsische Eroberer gesagt haben:

„Es kann mich den Thron kosten, aber ich werde die Welt in ihren Trümmern begraben.“

Metternich soll erwidert haben: 

„Ihr seid verloren, Sire. Ich ahnte es, als ich herkam; nun weiß ich es.“

## Folgen
Die Konsequenz wurde unmittelbar am Tag danach im Schloss Opotschno sichtbar, wo die gleichen Forderungen gegen Frankreich erhoben wurden. Dort kam es zum Abschluss der Reichenbacher Konvention zwischen Russland, Österreich und Preußen, in der sich Österreich zum Beitritt zur Koalition bereit erklärte, sollte Frankreich nicht auf bestimmte Bedingungen eingehen. Dazu gehörte das Ende des Großherzogtums Warschau, die Räumung der französisch besetzten Festungen in Preußen, die Rückgabe der illyrischen Provinzen an Österreich oder die Unabhängigkeit der Hansestädte von Frankreich.
Metternich, der ja bereits wusste, dass Napoleon die Forderungen ablehnen würde, tat alles, um diese die neutrale Position Österreichs diskreditierende Konvention geheim zu halten, und er selbst hat sich zeitlebens daran gehalten.

## Zweites Treffen am 30. Juni 1813
Vier Tage später, am 30. Juni, trafen Napoleon und Metternich im Park des Palais Brühl-Marcolini noch einmal zusammen, wobei Metternich praktisch im Alleingang – was auf seine prominente Stellung hindeutet – den Waffenstillstand von Pläswitz bis zum 10. August verlängerte und Napoleon, der zu dieser Zeit noch nichts von der Reichenbacher Konvention wusste, Metternich als Vermittler zwischen Frankreich und den Alliierten bestätigte, wohl in der Hoffnung, dass er damit Österreich neutral halten könne.
Beide einigten sich auf den Friedenskongress von Prag und die Auflösung des Bündnisabkommens Frankreichs mit Österreich, da dies überhaupt erst eine Vermittlung Österreichs möglich machte. Aber auch diese Bemühung brachte keine Wende mehr. In Prag nahmen nur einige hochrangige Diplomaten teil, aber keine Delegationen wie im späteren Wiener Kongress. Napoleon trat nun die Flucht nach vorne an und wies seine Generale an, auf einen erneuten Krieg bis zum 15. August vorbereitet zu sein. Später urteilte er verbittert:

„Fürst Metternich schlug Prag als Kongressstadt vor, und der Vorschlag wurde angenommen. Aber es war nur Spiegelfechterei. Der Wiener Hof war mit Russland und Preußen längst in Verbindlichkeiten eingetreten. Er hätte sich schon im Mai erklärt, wenn die unerwarteten Siege (Schlacht bei Bautzen und Schlacht bei Großgörschen, Anm. d. V.) der französischen Armee ihm nicht Vorsicht empfohlen hätten. Trotz aller Anstrengungen war das österreichische Heer noch wenig zahlreich, schlecht organisiert und kaum imstande, ins Feld zu rücken. Fürst Metternich verlangte von Napoleon die Illyrischen Provinzen, eine Grenze in Italien, das Großherzogtum Warschau, Niederlegung des Protektorats über den Rheinbund und der Vermittlung über den Schweizer Bundes, die Abtrennung der 32. Militärdivison und der Departments von Holland. Diese übertriebenen Forderungen wurden offensichtlich nur in der Absicht gestellt, dass sie zurückgewiesen werden würden.“

Metternich charakterisierte Napoleon dagegen so:

„Er war so sehr daran gewöhnt, sich als den Mittelpunkt eines Systems, das er ins Leben gerufen hatte, zu betrachten, daß er am Ende gar nicht mehr begriff, wie nur die Welt ohne ihn bestehen könnte. Ich zweifle nicht im geringsten daran, daß er in der Tiefe seiner Seele in vollster Überzeugung mir gegenüber in der Unterhaltung zu Dresden 1813 an die Wahrheit seiner Werte glaubte, als er mir sagte: Ich gehe vielleicht zu Grunde, aber die Throne und Europa werden mit mir untergehen!“

Ob Metternich vor dem ersten Treffen mit Napoleon, bei dem ihn dieser auch persönlich kränkte, noch ernsthaft an einer Vermittlung interessiert war, ist umstritten. Im November 1813 wiederholte er jedoch seine Friedensbereitschaft im Frankfurter Memorandum. Gewiss ist aber, dass Napoleon nicht mehr daran gelegen war, zu einer diplomatischen Einigung zu kommen. Die Alliierten hatten wohl nicht wirklich erwartet, dass es Metternich gelingen könnte, Napoleon zum Nachgeben zu bewegen. Am 7. August übermittelte Metternich dem Franzosen ein Ultimatum im Namen des Kaisers Franz I., was jener unbeantwortet ließ. Metternich antwortete mit der Österreichischen Kriegserklärung am 12. August 1813.
Er selbst besuchte das chinesische Zimmer, welches zu diesem Zeitpunkt schon ein Krankenhaus war, noch einmal im Oktober 1858; neun Monate später starb er.

## Filme
- Dokumentation auf Arte